# Gocycle

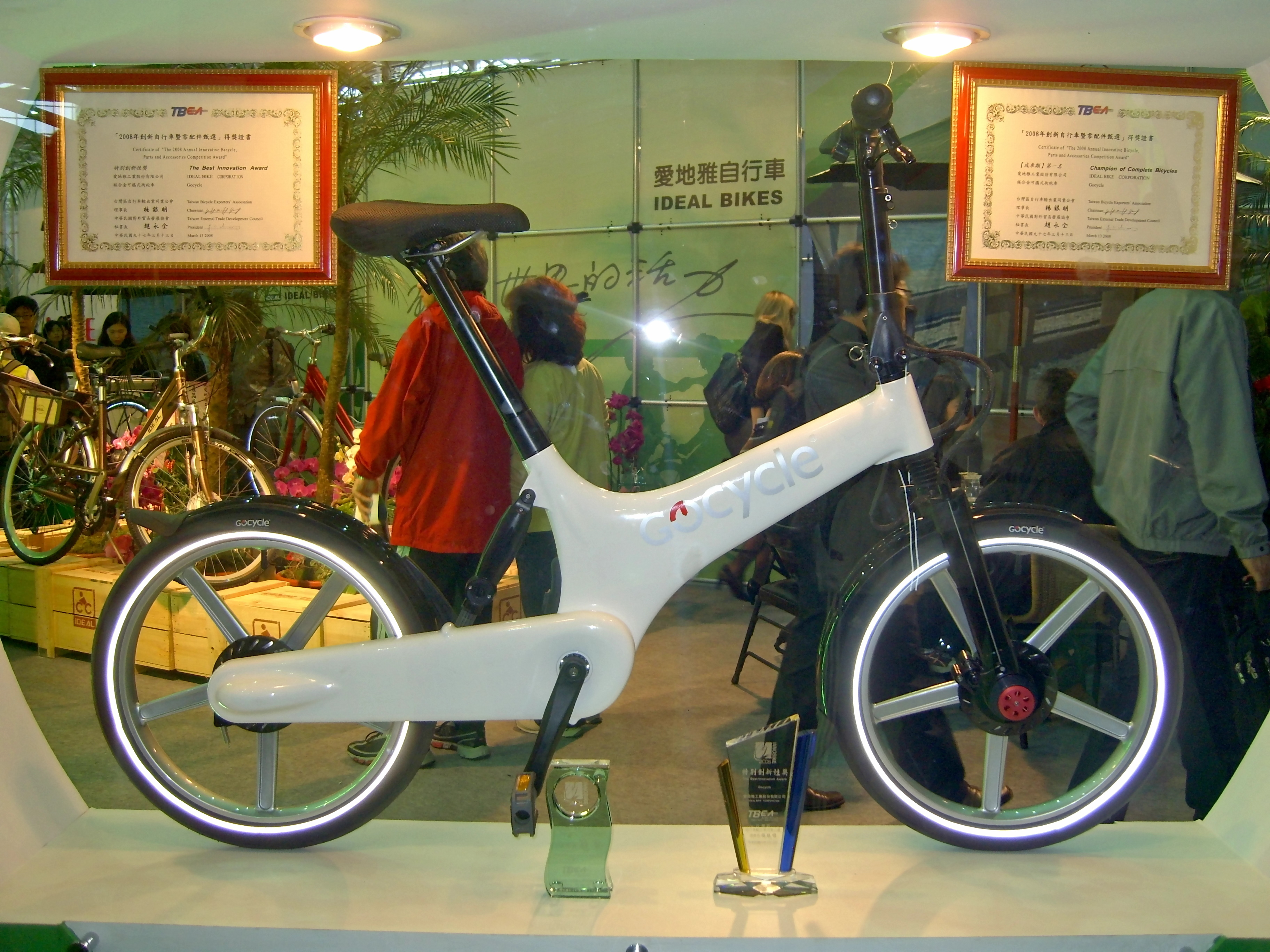
Gocycle

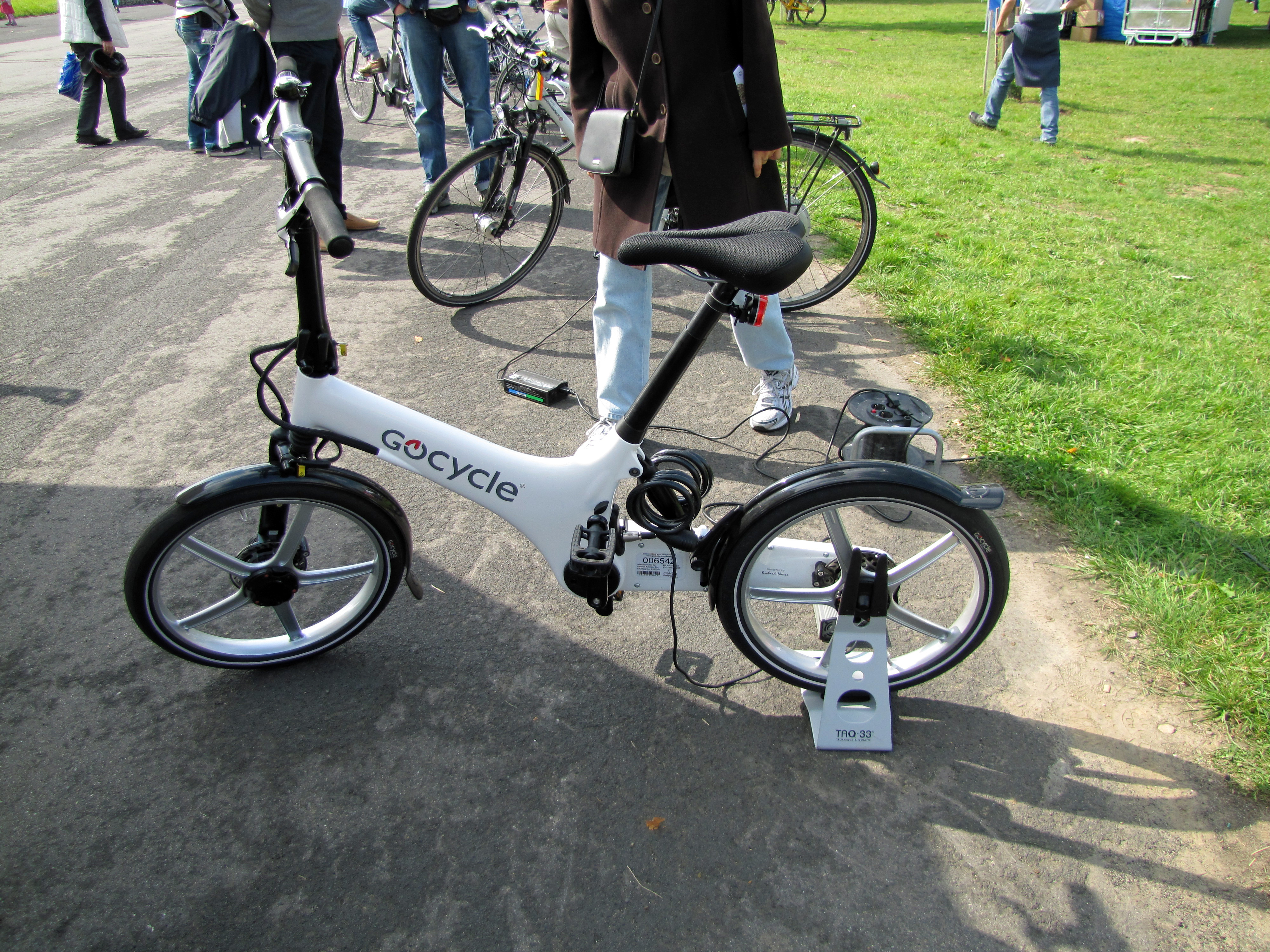
El cargador

La Gocycle es una bicicleta eléctrica fabricada por Karbon Kinetics Limited, una empresa fundada en 2002 por Richard Thorpe. Thorpe es un diseñador industrial que trabajó en la compañía de coche de carreras de McLaren. La Gocycle tiene ruedas de liberación rápida intercambiables, un sistema completamente cerrado de cadena, engranaje y cableado, esttrucutra de magnesio moldeado y un sistema de almacenamiento de paquetes planan y de transporte, en la que la bicicleta se pliega y se puede llevar en una caja. El motor eléctrico está alimentado por una batería recargable.
El Euro Bike 2009 Gocycle recibió el premio Eurobike medalla de oro. Gocycle ha aparecido en el programa de la BBC Top Gear y ha sido presentada por James May en el diario británico The Daily Telegraph.
La versión original, ahora conocido como G1, se interrumpió en 2011. Un modelo G2 fue introducido en Europa continental en 2012.

## Especificaciones
- Velocidad máxima : 32 km/h
- Batería: batería de níquel metal hidruro
- Rango: aproximadamente 30 km
- Conexión de carga: 220V (50-60 Hz)
- Marco y ruedas fabricados con una aleación de magnesio
- Peso : 16,2 kg. (incluyendo la batería)